# Brain Drain
| Оценки критиков | Оценки критиков |
| Источник        | Оценка          |
| --------------- | --------------- |
| Allmusic        | [ 1 ]           |
| Роберт Кристгау | B               |

Brain Drain — одиннадцатый студийный альбом американской панк-рок-группы Ramones, выпущенный 23 марта 1989 года. Последний альбом с участием басиста Ди Ди Рамона и первый за шесть лет с участием Марки Рамона с момента его ухода из группы после записи Subterranean Jungle. Также это последний альбом, записанный на лейбле Sire Records.
В автобиографии Lobotomy: Surviving the Ramones Ди Ди писал:
Brain Drain было тяжело записывать, потому что каждый решил вылить своё дерьмо на меня. Меня пугало нахождение рядом с чужими проблемами. Это отвлекало меня, я даже не закончил свою часть работы над альбомом. Каждый член группы был занят своими проблемами: с отношениями, деньгами или со психикой.

## Песни
«Palisades Park» является кавер-версией песни, первоначально записанной Фредди Кэнноном в 1962 году.
«I Believe in Miracles» в дальнейшем была перепета Эдди Веддером и Zeke для трибьют-альбома We’re a Happy Family—A Tribute to the Ramones и часто исполнялась Pearl Jam во время своих концертов.
Песня «Pet Sematary» была написана для фильма «Кладбище домашних животных», экранизации одноимённого романа Стивена Кинга. Она стала одним из больших радиохитов Ramones и часто ими исполнялась на концертах 1990-х годов.
Позже эта песня была перепета немецкой индастриал-метал-группой Rammstein и была включена в качестве би-сайда для их сингла 2001 года «Ich will». Также её на своих колнцертах исполняли Clawfinger. Также её перепели Plain White T’s для своего альбома-саундтрека Frankenweenie (Unleashed). Позже свою кавер-версию на песню сделала сайкобилли-группа The Creepshow и включила её в качестве боус-трека своего второго альбома 2008 года Run for Your Life.
В музыкальном видео для «Pet Sematary», на бас-гитаре играл Ди Ди Рамон, но уже в следующих видеоклипах «I Believe In Miracles» и «Merry Christmas (I Don’t Wanna Fight Tonight)» его заменил Си Джей Рамон. Песня «Merry Christmas (I Don’t Want To Fight Tonight)» была позже перепета Джоуи Рамоном для своего сольного альбома Ya Know?, который стал посмертным.
Также «Merry Christmas (I Don’t Want To Fight Tonight)» была включена в саундтрек фильма Рождество с неудачниками.

## Список композиций
| №  | Название                    | Автор(ы)                                           | Длительность |
| -- | --------------------------- | -------------------------------------------------- | ------------ |
| 1. | «I Believe in Miracles»     | Ди Ди Рамон, Дэниел Рэй                            | 3:19         |
| 2. | «Zero Zero UFO»             | Ди Ди Рамон, Дэниел Рэй                            | 2:25         |
| 3. | «Don't Bust My Chops»       | Ди Ди Рамон, Джоуи Рамон, Дэниел Рэй               | 2:28         |
| 4. | «Punishment Fits the Crime» | Ди Ди Рамон, Ричи Стоттс                           | 3:05         |
| 5. | «All Screwed Up»            | Джоуи Рамон, Энди Шернофф, Марки Рамон, Дэниел Рэй | 3:59         |
| 6. | «Palisades Park»            | Чарльз Баррис                                      | 2:22         |

| №   | Название                                          | Автор(ы)                                           | Длительность |
| --- | ------------------------------------------------- | -------------------------------------------------- | ------------ |
| 7.  | «Pet Sematary»                                    | Ди Ди Рамон, Дэниел Рэй                            | 3:30         |
| 8.  | «Learn to Listen»                                 | Ди Ди Рамон, Джонни Рамон, Марки Рамон, Дэниел Рэй | 1:50         |
| 9.  | «Can't Get You Outta My Mind»                     | Джоуи Рамон                                        | 3:21         |
| 10. | «Ignorance Is Bliss»                              | Джоуи Рамон, Энди Шернофф                          | 2:38         |
| 11. | «Come Back, Baby»                                 | Джоуи Рамон                                        | 4:01         |
| 12. | «Merry Christmas (I Don't Want to Fight Tonight)» | Джоуи Рамон                                        | 2:04         |

| №   | Название                              | Автор(ы)                | Длительность |
| --- | ------------------------------------- | ----------------------- | ------------ |
| 13. | «Pet Sematary (Bill Laswell Version)» | Ди Ди Рамон, Дэниел Рэй | 3:35         |

## Участники записи
Ramones
- Джоуи Рамон — ведущий вокал (все треки, кроме 4)
- Джонни Рамон — ведущая гитара
- Ди Ди Рамон — бас-гитара (указан, но не записывал партии баса), бэк и ведущие вокалы (4), синтезатор
- Марки Рамон — ударные

Дополнительный персонал
- Дэниел Рэй[англ.] — бас-гитара
- Джин Бьювор[англ.] — бас-гитара (исполнил, по меньшей мере в «Pet Semetary»)[5]
- Энди Шернофф[англ.] — бас-гитара (исполнил, по меньшей мере в «All Screwed Up» и в «Ignorance Is Bliss»)
- Арти Смит — дополнительные гитары
- Роберт Муссо[англ.] — дополнительные гитары

Производственный персонал
- Джин Бьювор — продюсер
- Билл Ласвелл — продюсер
- Дэниель Рэй — продюсер, музыкальный координатор
- Гари «Muddbone» Купер — помощник производства
- Марк Сидгвик — помощник производства
- Ники Скопелитис[англ.] — помощник производства
- Ким Уайт — помощник производства
- Роберт Муссо — звукорежиссёр, микширование
- Мартин Биси[англ.] — помощник звукорежиссёра
- Оз Фриц — помощник звукорежиссёра
- Джуди Кирчнер — помощник звукорежиссёра
- Робби Норрис — помощник звукорежиссёра
- Джейсон Корсаро — микширование
- Ховард Вейнберг — мастеринг
- Джордж ДюБоус — дизайн, координация
- Мэтт Махурин — дизайн

## Чарты
Альбом — Billboard (Северная Америка)
| Год  | Чарт              | Позиция |
| ---- | ----------------- | ------- |
| 1989 | The Billboard 200 | 122     |

Синглы — Billboard (Северная Америка)
| Год  | Сингл          | Чарт               | Позиция |
| ---- | -------------- | ------------------ | ------- |
| 1989 | «Pet Sematary» | Modern Rock Tracks | 4       |